# 保羅·德米里特耶維奇·羅曼諾夫斯基-伊林斯基
保罗·季米特里耶维奇·罗曼诺夫斯基-伊林斯基（英語：Paul Dimitrievich Romanovsky-Ilyinsky，1928年1月27日—2004年2月10日），俄羅斯裔美國人、美國海軍陸戰隊預備隊中校，出生于英國伦敦。其為俄罗斯帝国皇族后裔，荷尔斯泰因-戈托普公爵。
他是沙皇亚历山大二世的幼子保罗大公的长孙。罗曼诺夫皇室家族前首领弗拉基米尔大公的堂弟。因为弗拉基米尔大公去世时没有男性子嗣，所以将罗曼诺夫皇室家族首领传给独生女玛利亚女大公，将荷尔斯泰因-戈托普公爵传给保罗大公继承。
他曾任美國佛羅里達州棕櫚灘市長。